# Aeroport de Humacao
L'aeroport de Humacao (IATA: HUC, TAPA de FAA: X63) és un aeroport d'ús públic propietat de l'Autoritat de Ports de Puerto Rico situat a 1,85 km cap al sud-est des del districte empresarial central de Humacao, ciutat de Puerto Rico.
A causa de la apertura del nou aeroport «José Aponte de la Torre» a Ceiba, el novembre de 2008, l'aeroport de Humacao, juntament amb el de Fajardo van tancar les seves operacions. El juliol de 2009, l'aeroport d'Humacao fou llistat com un aeroport actiu per l'Administració d'Aviació Federal.
L'aeroport cobreix una àrea de 5,7ha a una alçada de 10m per sobre del nivell mitjà del mar. Té un pista d'aterratge pavimentada d'asfalt designada 10/28 que mesura 747m × 18m.
El 16 de març de 1998, l'aeroport portava 5.349 operacions d'aeronau en els darrers 12 mesos, una mitjana de 14 per dia: 76% aviació general, 22% petits vols comercials i 2% exèrcit. En aquell temps hi hi havia 35 aeronaus basades a aquest aeroport: 66% d'aviació ultralleugera, 26% aviació d'un sol motor i 6% multi-motor i 3% helicòpters.